# Белослав (община)
Белослав (болг. община Белослав) — община у Варненській області, північно-східна Болгарія. Населення становить 11 388 осіб (станом на 1 лютого 2011 р.). Адміністративний центр общини — місто Белослав.

## Населенні пункти общини
- Єзерово